# Ferdinand Hesse
Hermann Carl Ferdinand Hesse (* 6. August 1882 in Braunschweig; † 2. November 1964 in Ebersbach/Sa., Bezirk Dresden) war ein deutscher Journalist, Schriftsteller sowie Theatergründer.

## Leben
Der aus Braunschweig stammende Ferdinand Hesse war zunächst zwischen 1904 und 1905 als Redakteur im sächsischen Döbeln eingesetzt, 1906 übernahm er die Stelle als Feuilletonredakteur der Zittauer Nachrichten, die er bis 1917 innehielt. 1913 bereiste Ferdinand Hesse als Korrespondent verschiedener Berliner Zeitungen den Balkan, 1922 die Tschechoslowakei.
Nachdem Ferdinand Hesse in den Jahren 1919 und 1920 als Schriftleiter der Wochenschrift Zittauer Rundschau tätig gewesen war, wirkte er von 1923 bis 1931 als Journalist und Verleger in Ebersbach sowie in Hirschberg im Riesengebirge. Danach lebte Ferdinand Hesse als freier Schriftsteller, zuletzt in Ebersbach.
Ferdinand Hesse gründete 1911 das Oybiner Waldtheater, im Folgejahr das Freilichttheater bei der Stadthalle in Görlitz und 1915 das Naturtheater in Hammer am See. Sein schriftstellerisches Werk umfasst Erzählungen, Romane, Novellen, Dramen, Reportagen, Essays, Lustspiele, Kinderbücher, Anekdoten und Lyrik.

## Werke (Auswahl)
- Die weißen Berge: Roman, Springer, Hirschberg, 1928
- Der Heimatapostel: Roman, Springer, Hirschberg, 1932
- Schicksalswende, Drama, Springer, Hirschberg, 193
- Die Silberhaube, Lustspiel, 1939
- Der lustige Kyan, Roman, 1952
- Das bunte Ringelspiel, Kinderbuch, 1959
- Bocksprünge und Purzelbäume, Anekdoten, 1961